# Вороняни
Вороняни (пол. Woroniany) — село в Польщі, у гміні Сокулка Сокульського повіту Підляського воєводства.
Населення — 86 осіб (2011).
У 1975-1998 роках село належало до Білостоцького воєводства.

## Демографія
Демографічна структура станом на 31 березня 2011 року:
|          | Загалом | Допрацездатний вік | Працездатний вік | Постпрацездатний вік |
| -------- | ------- | ------------------ | ---------------- | -------------------- |
| Чоловіки | 42      | 6                  | 30               | 6                    |
| Жінки    | 44      | 8                  | 23               | 13                   |
| Разом    | 86      | 14                 | 53               | 19                   |